# Droga wojewódzka 834
Die Droga wojewódzka 834 (DW 834) ist eine 35 Kilometer lange Droga wojewódzka (Woiwodschaftsstraße) in der polnischen Woiwodschaft Lublin, die Bełżyce mit Stara Wieś Druga verbindet. Die Strecke liegt im Powiat Lubelski.

## Streckenverlauf
Woiwodschaft Lublin, Powiat Lubelski
-  Bełżyce (DW 747, DW 827)
- Jaroszewice-Kolonia
- Czółna
- Tomaszówka
-  Niedrzwica Duża (DK 19)
- Kajetanówka
- Strzyżewice
-  Bychawa (DW 836)
- Gałęzów
- Wola Gałęzowska
-  Stara Wieś Druga (DW 842)